# Гербинська сільська рада
Ге́рбинська сільська́ ра́да — адміністративно-територіальна одиниця та орган місцевого самоврядування в Балтському районі Одеської області. Адміністративний центр — село Гербине.

## Загальні відомості
- Територія ради: 46,57 км²
- Населення ради: 540 осіб (станом на 2001 рік)

## Населені пункти
Сільській раді підпорядковані населені пункти:
- с. Гербине

## Населення
За переписом населення 2001 року в сільській раді мешкало 540 осіб.

### Мова
Розподіл населення за рідною мовою за даними перепису 2001 року:
| Мова       | Відсоток |
| ---------- | -------- |
| українська | 96,48 %  |
| російська  | 2,22 %   |
| молдовська | 0,74 %   |
| білоруська | 0,19 %   |

## Склад ради
Рада складається з 12 депутатів та голови.
- Голова ради: Холоневська Таїса Андріївна

### Керівний склад попередніх скликань
| Прізвище, ім'я, по батькові     | Основні відомості                                                               | Дата обрання | Дата звільнення |
| ------------------------------- | ------------------------------------------------------------------------------- | ------------ | --------------- |
| Росінський Василь Володимирович | Сільський голова, 1959 року народження, член Соціалістичної партії України      | 26.03.2006   | 31.10.2010      |
| Холоневська Таїса Андріївна     | Сільський голова, 1959 року народження, освіта середня спеціальна, позапартійна | 31.10.2010   |                 |

Примітка: таблиця складена за даними сайту Верховної Ради України

### Депутати
За результатами місцевих виборів 2010 року депутатами ради стали:

#### За суб'єктами висування
| Суб'єкт висування                                       | Кількість обраних депутатів | %    |
| ------------------------------------------------------- | --------------------------- | ---- |
| Партія регіонів                                         | 7                           | 58,3 |
| Політична партія Всеукраїнське об'єднання «Батьківщина» | 3                           | 25   |
| Політична партія «Сильна Україна»                       | 2                           | 16,7 |

#### За округами
| № округу                                                | Прізвище, ім'я, по батькові   | Дата визнання обраним | Освіта  | Партійна приналежність                        | Відомості про обраного депутата          |
| ------------------------------------------------------- | ----------------------------- | --------------------- | ------- | --------------------------------------------- | ---------------------------------------- |
| Партія регіонів                                         |                               |                       |         |                                               |                                          |
| 1                                                       | Безкишка Валентина Павлівна   | 07.11.2010            | середня | член Партії регіонів                          | приватне підприємство «Сеняк», бухгалтер |
| 2                                                       | Мельник Наталія Григорівна    | 07.11.2010            | середня | член Партії регіонів                          | тимчасово не працює                      |
| 3                                                       | Дончук Світлана Семенівна     | 07.11.2010            | середня | член Партії регіонів                          | фермерське господарство «Дончук», голова |
| 5                                                       | Сеняк Віктор Ілліч            | 07.11.2010            | середня | позапартійний                                 | приватний підприємець                    |
| 9                                                       | Довгошия Петро Авксентійович  | 07.11.2010            | вища    | член Партії регіонів                          | пенсіонер                                |
| 11                                                      | Боцуляк Валентина Григорівна  | 07.11.2010            | середня | член Партії регіонів                          | сільська рада, секретар                  |
| 12                                                      | Дідурик Микола Андрійович     | 07.11.2010            | середня | член Партії регіонів                          | тимчасово не працює                      |
| Політична партія Всеукраїнське об'єднання «Батьківщина» |                               |                       |         |                                               |                                          |
| 4                                                       | Кушніренко Сергій Миколайович | 07.11.2010            | середня | позапартійний                                 | пенсіонер                                |
| 6                                                       | Словик Світлана Миколаївна    | 07.11.2010            | середня | член Всеукраїнського об'єднання «Батьківщина» |                                          |
| 7                                                       | Ясінська Наталія Василівна    | 07.11.2010            | вища    | позапартійна                                  | декретна відпустка                       |
| Політична партія «Сильна Україна»                       |                               |                       |         |                                               |                                          |
| 8                                                       | Рябчук Віктор Петрович        | 07.11.2010            | середня | член Політичної партії «Сильна Україна»       | приватний підприємець                    |
| 10                                                      | Кубай Володимир Деонисович    | 07.11.2010            | середня | член Політичної партії «Сильна Україна»       | пенсіонер                                |